# Флад, Гэвин
Гэ́вин Флад (англ. Gavin D. Flood, род. 30 июля 1954, Брайтон, Великобритания) — британский индолог, член Британской академии (2014), научный руководитель Оксфордского центра индуистских исследований, профессор индуизма и сравнительного религиоведения Оксфордского университета (2008—2016), с января 2016 года — профессор сравнительного религиоведения в колледже Yale-NUS в Сингапуре. Главный редактор научного журнала The Journal of Hindu Studies, главный редактор книжной серии The Blackwell Companion to Hinduism.
В круг научных интересов Флада входит изучение южноазиатских традиций, шиваизм, феноменология и сравнительное религиоведение. Флад является автором большого количества научных публикаций и исследований. К ним относятся такие труды, как «An Introduction to Hinduism», «Body and Cosmology in Kashmir Saivism» и «Beyond Phenomenology: Rethinking the Study of Religion».
Флад говорит о себе:
«У меня всегда был интерес к индуизму. Я помню, как будучи ещё ребёнком, я прочитал статью об индуизме в Британской энциклопедии. Статью, которая в то время показалась мне настолько же интересной, насколько и непонятной». В изучении индуизма, по его мнению, должно прежде всего «уделяется внимание углублению знания о традициях индуизма, более глубокому изучению индийских искусства и литературы (в особенности местной), с последующим развитием индуистского богословского мышления на её основе, в форме, отвечающей строгим критериям современности».